# Glyphostoma pilsbryi
Glyphostoma pilsbryi är en snäckart som beskrevs av Jeanne Sanderson Schwengel 1940. Glyphostoma pilsbryi ingår i släktet Glyphostoma och familjen kägelsnäckor. Inga underarter finns listade i Catalogue of Life.